# Wirtschaft in Tarent
Die Wirtschaft in Tarent beruht auf Tätigkeiten, die durch die strategische Position der Stadt mit dem Golf von Tarent verbunden sind.

## Ursprung
Tarent verdankt seine Existenz von jeher seinen Meeren. Das süße und reine Wasser der Quellen, das gemäßigte Klima, die grünen Küsten und der abwechslungsreiche Fischreichtum machten aus der Stadt einen großzügigen und ertragreichen Ort für die Bewohner und einen reichen und sicheren Hafen für die Seefahrer des Mittelmeers. Aus diesen Gründen war das Tarent der Magna Graecia ein wichtiges Handelszentrum, vor allem mit Griechenland und Kleinasien. Besonders im Mar Piccolo blühte die Bearbeitungsindustrie des Byssus zur Produktion des Purpurs.
Obwohl die römischen Eroberer später den Konkurrenzhafen in Brindisi eröffneten, behielt Tarent eine bemerkenswerte Bedeutung und wurde ein Urlaubsort. Der folgende Wechsel von Byzantinern, Goten und Langobarden bestätigten den langen und unerbittlichen Verfall der Stadt, deren gesamte Zerstörung durch die Sarazenen im Jahr 927 erreicht wurde.
Im Jahr 967 entschied der byzantinische Kaiser Nikephoros II. die Stadt wieder aufzubauen. Die Stadt wurde vergrößert – der heutige Borgo Antico entstand. Der Hafen wurde vom Mar Piccolo ins Mar Grande, wo sich der heutige Handelshafen befindet, verlegt.
Das Meer wurde Privatleuten und religiösen Organisationen zur Nutzung bereitgestellt. Die Meeresaufteilung durch Notariatsurkunden wurde auch von Normannen, Schwaben und den Anjou fortgesetzt. Die Anjou gründeten in Piazza Fontana das Zollbüro und Porta Napoli wurde der wichtigste Eingang des Fürstentums Tarent. Im sogenannten Roten Buch wurde über die Königlichen Zoll- und Fischrechte Buch geführt. Die Fischerei war nur in bestimmten Jahreszeiten erlaubt und es wurde eine Steuer für den Fischfang und den -verkauf auferlegt. Die Fischer grenzten ihr Eigentum mit auf dem Meeresboden des Mar Piccolo befestigten Pfählen ab. Diese Eigentümer wurden bewacht und bei Verstößen kam es zu Geldstrafen oder sogar Verhaftungen.
Während der Herrschaft von Viktor Emanuel II. von Savoyen wurde das Verbot, außerhalb der Stadtmauern des Borgo Antico zu bauen, aufgehoben. Der größte Teil der wohlhabenden Bevölkerung waren Fischer (56 Familien) und das Mar Piccolo mit seiner Fisch- und Muschelzucht ist heute der einzige Beweis dieser glorreichen Vergangenheit. Bis zur Gründung des Gemeindebetriebes war das Fischen zollpflichtig; danach wurden auch die Privatbetriebe abgeschafft. Nach 1860 verschwand nach und nach die Kleinindustrie des Byssus, der Baumwolle und der schwereren Stoffe. Es entwickelten sich so immer mehr Tätigkeiten, wie Fischverarbeitung, Kommerzialisierung von Ölen, Weinen und Austern, die eng mit dem Hafen verbunden waren.

## Die heutige Wirtschaft

### Die Fischerei und die Miesmuschelzucht
Der Hafen von Tarent bietet Raum für zahlreiche Fischerboote. Die Fischereiflotte besteht hauptsächlich aus etwa 80 Fischkuttern, die 10 t Bruttotonnage nicht übersteigen. Während die Fischkutter Schleppnetzfischerei ausüben, fischen die kleineren Fischerboote mit Fischernetzen. Das reiche und großzügige Meer wird von Zahn-, Goldbrassen, Zackenbarschen, Meerbarben, Sardellen, Krebsen und Kalamari bevölkert.
Tarent ist heute in der Welt der größte Hersteller von gezüchteten Miesmuscheln: bei 1.300 Beschäftigten werden zirka 30.000 t Muscheln pro Jahr verarbeitet. Die Miesmuschelzucht charakterisiert seit Jahrhunderten die Wirtschaft der Stadt, sodass die Miesmuschel das gastronomische Symbol von Tarent darstellt. Es wird erzählt, dass die ersten Miesmuschelgärten von La Spezia, Pola, Olbia und Chioggia von Miesmuschelzüchtern eingerichtet worden wären, die aus dieser Stadt emigriert wären.

Der Arbeitsplatz der Tarenter Muschelzüchter ist das Boot; jede Einzelheit der Arbeitsmethode wurde im Laufe der Zeit verbessert.
Am Meeresboden werden 10 m lange Strukturen aus Holz oder Metall, pali (Pfähle) genannt, befestigt, an denen dann Seile und Netze befestigt werden, an denen die Muscheln gezüchtet werden. Die hier gezüchteten Miesmuscheln sind besonders schmackhaft und geschätzt, weil sie in einem besonderen Milieu, einer Mischung aus Salz- und karstigem Süßwasser, wachsen. Diese besonderen Umweltbedingungen der Meere Tarents, sind nicht nur für die Miesmuscheln ideal, sondern auch für Fische und Krustentiere, die zwischen den Pfählen Nahrung und Unterschlupf finden. Während es im Mar Piccolo zirka 18 unterseeische Süßwasserquellen, Citri genannt, gibt, gibt es im Mar Grande nur eine große, die zu Ehren des Schutzheiligen der Stadt „Anello di San Cataldo“ genannt wird.

### Das Marinearsenal
Das Marinearsenal Tarent, das am Mar Piccolo liegt, wurde am 21. August 1889 in Anwesenheit Königs Umberto I. von Savoyen eröffnet; seit je hatte es in wirtschaftlicher, unternehmerischer, gesellschaftlicher und städtebaulicher Hinsicht eine bemerkenswerte Einwirkung auf die Stadt. Das Arsenal wurde für den Bau von Kriegsschiffen geplant und gab so während und nach den zwei Weltkriegen, sowohl auf nationaler wie auch auf alliierter Ebene, einen entscheidenden Beitrag zur Ausbesserung und zur Wiederherstellung militärischer und ziviler Schiffseinheiten.
Im Marinearsenal werden etwa 200 Soldaten und 2.300 Zivilisten in zahlreichen Abteilungen beschäftigt (Eisenbearbeitung, Fahnendruck, Revision und Ausbesserung von Raketenanlagen, Telekommunikation, Radar, Ausbesserung elektronischer Module und Karten).
In der Nachkriegszeit wurde es notwendig, den Marinestützpunkt ins Mar Grande zu verlegen, um der Flotte eine größere Beweglichkeit zu ermöglichen und um die Auswirkung, die das Öffnen der Drehbrücke auf die Stadt hat, zu verringern. Die neue Flottenstation wurde am 25. Juni 2004 eingeweiht. Die unter italienischem Kommando stehende Basis, die auch einige Einrichtungen der NATO hat, liegt im Mar Grande bei der Ortschaft „Chiapparo“ und ist in Tarent das beeindruckendste Bauwerk der Nachkriegszeit. Der auf staatlichem Landbesitz stehende Stützpunkt erstreckt sich auf einer Fläche von etwa 60 ha:
- Von 1989 bis 1995 wurden zwei Millionen Kubikmeter Erde ausgehoben, um Platz für den Bau von neuen Molen und Kaianlagen für insgesamt 20 Schiffe zu schaffen. Es wurden zwei Tunnel gebaut, über die elektrische und hydraulische Anlagen versorgt werden können und die auch der Datenübertragung, der Verladung von Brennstoff und zur Sammlung der Bordabfälle dienen.
- Die Arbeiten von 1997 – 2003 betrafen die Logistik, die Materialerhaltungsanlagen und Lager, einen Kontrollturm zur Regelung des Verkehrs in der Reede, einen Heliport und ein inneres Straßennetz von 4.750 m.

In der neuen Flottenstation können bis zu 4.000 Personen beschäftigt werden.
Die Kaianlagen und die Docks im Mar Piccolo werden auch weiterhin militärisch genutzt.

### Die Stahlindustrie
Ende der 1950er Jahre wurde über den Bau des „IV. Stahlzentrums Italsider“ entschieden und 1965 wurde es vom italienischen Staatspräsidenten Giuseppe Saragat eröffnet. Es ist einer der größten Industriekonzerne der Stahlbe- und -verarbeitung in Europa. Der Komplex liegt in der Nähe der Mole St. Cataldo und hat eine moderne Struktur zum Löschen von Rohstoffen und zum Verladen von Fertigprodukten.
Dieser Stahlkoloss hob in jenen Jahren die stillstehende lokale Wirtschaft und trug zur Entwicklung zahlreicher industrieller Tätigkeiten und der damit verbundenen Dienstleistungen bei. Tarent verwandelte sich von einem ruhigen Provinzstädtchen in eine große Industriestadt. Für diese Industrialisierung bezahlte die Stadt den hohen Preis des Zubetonierens des Gebietes, der Luftverschmutzung und der Umweltveränderung des Mar Piccolo. Im Laufe der 1980er Jahre führte die Weltkrise der Stahlindustrie und die Erfindung neuer Materialien die Stahlgruppe in einen unerbittlichen Verfall, dem 1995 die Privatisierung mit darauf folgenden Problemen der Umstellung und Abnahme der Beschäftigung folgte.
Das Stahlwerk von Tarent erstreckt sich auf einer Oberfläche von 15.000.000 m². Auf dem Gelände gibt es ein 200 km langes Bahnnetz, ein 50 km langes Straßennetz, 190 km Förderbänder, 5 Hochöfen und 5 Umsetzer. Die italienische Regierung hat mit einem sofort wirksamen Regierungsdekret die Eigner des größten europäischen Stahlwerks der Führung ihres Unternehmens enthoben; ein Zwangsverwalter soll die Sanierung vorantreiben. Er führt nun die Konzernholding der Riva-Gruppe (mit Stahlwerken auch in Deutschland).
Ende März 2020 sendete Arte eine Reportage über das Stahlwerk, in der eklatante Umwelt- und Arbeitsschutzverstöße dargestellt wurden. Das Werk gilt laut dem Bericht als eines der schmutzigsten Europas und soll aufgrund der ausgestoßenen dioxinhaltigen Schadstoffe für erhöhte Raten an Krebserkrankungen und kindlichen Atemwegserkrankungen verantwortlich sein.

### Der Hafen

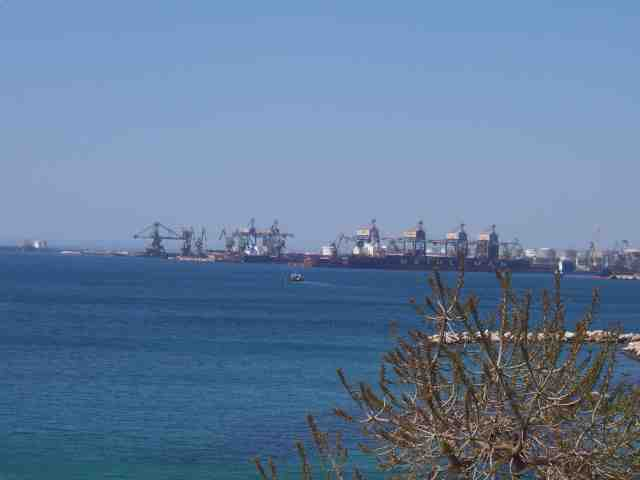
Handelshafen von Tarent

Der Hafen von Tarent liegt an der nördlichen Küste des Golfes von Tarent. Der ursprüngliche kleine Handelshafen befand sich viele Jahrhunderte lang am nordwestlichen Ende der Insel Borgo Antico, dort, wo heute der Yachthafen Tarent ist. Westlich davon wurde ab 1968 ein großer Industriehafen gebaut, im Wesentlichen für das benachbarte Stahlwerk. Der Hafen hat sich in westlicher Richtung über die Punta Rondinella und die dort beginnende große Hafenmole hinaus, also jenseits des Mar Grande weiterentwickelt. Dort wurde 2001 ein Containerterminal mit einer Jahreskapazität von über 2 Millionen TEUs eröffnet. Insgesamt erstreckte sich der Handels- und Industriehafen im Jahr 2016 auf rund 340 Hektar, die Uferlänge aller Kaianlagen betrug insgesamt knapp 10 Kilometer. Ein Ausbau es Hafens ist geplant.